# 阿瓦隆半岛

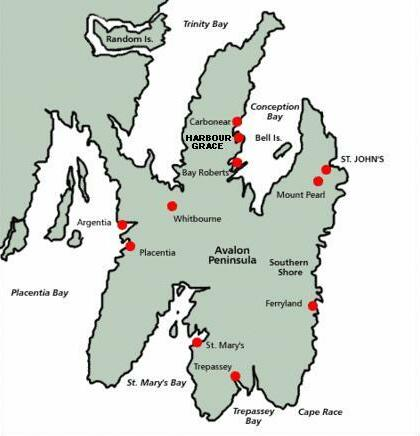
阿瓦隆半岛

阿瓦隆半岛（英語：Avalon Peninsula）是加拿大纽芬兰岛东南部的一个半岛，通过一个仅5公里宽的阿瓦隆地峡与主岛相连。阿瓦隆半岛是纽芬兰岛及纽芬兰与拉布拉多人口最稠密，经济最繁荣的地区，同时也是纽芬兰与拉布拉多省会圣约翰斯所在。至2009年，半岛上共有257,223人，占纽芬兰与拉布拉多总人口的51%。阿瓦隆半岛深入纽芬兰大浅滩地区，半岛四周的四个海湾曾是纽芬兰岛渔场的中心。